# Freckle Films
Freckle Films — американская независимая компания, которая специализируется на производстве фильмов и телевизионных программ. Компания была основана Джессикой Честейн в 2016 году. Среди проектов компании — байопики «Глаза Тэмми Фэй» (2021) и «Джордж и Тэмми» (2022), в обоих из которых Честейн исполнила главную роль.

## История
В феврале 2016 года стало известно, что Честейн запустила свою продюсерскую компанию. В мае 2017 года должность президента по производству и развитию заняла Келли Кармайкл, которая ранее работала в Miramax и The Weinstein Company в качестве руководителя по производству.

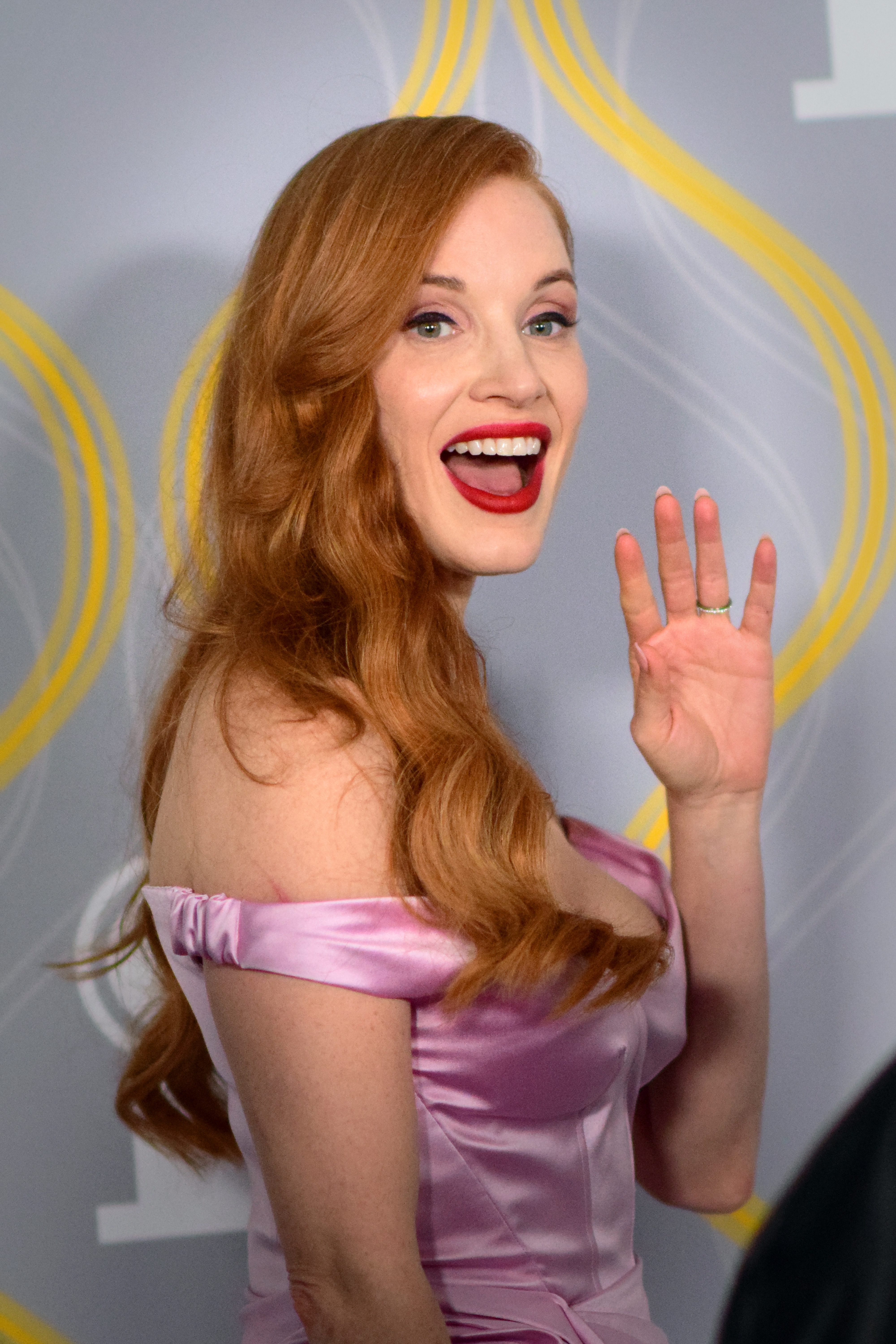
Честейн в 2022 году

Под руководством Freckle Films, Честейн спродюсировала и снялась в боевике «Агент Ева» (2020), сценаристом и режиссёром которого изначально был назначен Мэттью Ньютон, обвинённый в домашнем насилии. После того как на Честейн обрушилась волна осуждения за согласие работать с Ньютоном, он был заменён и режиссёрское кресло занял Тейт Тейлор. Рецензент Бойд ван Хой из The Hollywood Reporter отметил, что таланты Честейн как героини боевиков былы растрачены впустую в не слишком удачном фильме. Выпущенный в кинотеатрах во время пандемии COVID-19, фильм плохо окупился в прокате, однако имел успех на видео по запросу. В Венгрии лента вышла 2 июля 2020 года. В США картина была выпущена платформой DirecTV Cinema 27 августа 2020 года; на видео по запросу 25 сентября 2020 года, компанией Vertical Entertainment. 2 сентября 2020 года фильм был выпущен на DVD и Blu-ray в Австралии компанией Madman Entertainment. Потоковое вещание на Netflix стартовало 6 декабря 2020 года. В первый день выхода фильм стал третьим по количеству просмотров на стриминговом сервисе, а во второй день занял первое место; в первые выходные лента стала самой просматриваемой. В Венгрии фильм заработал 31 820 долларов в 59 кинотеатрах, заняв первое место по кассовым сборам. В общей сложности, сборы фильма в мировом прокате составили 3,3 млн долларов. В дебютные выходные в США «Агент Ева» стал самым просматриваемым фильмом на Apple TV и Google Play и вторым на FandangoNow. Во вторые выходные фильм возглавил рейтинги Apple TV, Google Play и Spectrum, а также держался на втором месте на FandangoNow. Кинокритики сайта IndieWire охарактеризовали показатели картины так: «лучшие для малобюджетного фильма за шесть месяцев, в течение которых мы отслеживаем еженедельные показатели ВпЗ».
После компания приступила к производству биографической драмы «Глаза Тэмми Фэй» с Честейн и Эндрю Гарфилдом в главных ролях. Мировая премьера фильма состоялась на Международном кинофестивале в Торонто в сентябре 2021 года, а в прокат картина была выпущена 17 сентября 2021 года компанией Searchlight Pictures. Чтобы соответствовать образу Беккер, Честейн носила плотный грим, на нанесение которого уходило по 4-7 часов. Также как того требовала роль ей потребовалось петь, что со слов Честейн, заставляло её нервничать. В совместной работе с музыкальным продюсером Дэйвом Коббом она записала семь песен для саундтрека к фильму. Кинокритик издания Rolling Stone Дэвид Фир заявил, что Честейн единственная причина посмотреть этот слабый байопик и похвалил актрису за то, что она своей актёрской игрой превзошла сценарий фильма, чтобы очеловечить Беккер. Кевин Махер из The Times назвал перевоплощение актрисы захватывающим и достойным наград и сравнил с игрой Хоакина Феникса в психологическом триллере «Джокер» (2019). Кинокритики высоко оценили исполнение актёрского состава (в частности Честейн), но раскритиковали сценарий, посчитав, что фильм уступает документальной ленте. На 94-й церемонии вручения наград премии «Оскар» фильм выиграл награды в категориях «Лучшая женская роль» (Честейн) и «Лучший грим и причёски». За роль в этом фильме Честейн также была отмечена премиями Гильдии киноактёров США и «Выбор критиков» за лучшую женскую роль.
В 2018 году Честейн с коллективом иностранных актрис отправилась на Каннский кинофестиваль, чтобы представить предстоящий шпионский фильм «Код 355», состоящий преимущественно из женского актёрского состава. Киностудия Universal Pictures приобрела права на показ фильма в США за 20 млн долларов. Лента вышла в широкий прокат 7 января 2022 года. В 2022 году компания приобрела права на адаптацию романа «Школа хороших матерей» в виде телесериала.
Затем Freckle Films и Джессика Честейн выступили исполнительными продюсерами биографического мини-сериала Showtime «Джордж и Тэмми», в котором Честейн исполнила роль кантри-певицы Тэмми Уайнетт, а её партнёр Майкл Шеннон — Джорджа Джонса. В процессе подготовки к съёмкам Честейн и Шеннон занимались с педагогом по вокалу, с целью научиться исполнять песни своих героев. Дабы сделать своего персонажа соответствующим реальному образу, актриса также сбросила вес, чтобы походить на Уайнетт в последние годы её жизни. Эмма Фрейзер из The Playlist высоко оценила химию между актёрами и отметила «хрупкость и жёсткость» в образе Честейн. Сериал собрал большую аудиторию на различных платформах, что стало рекордом для оригинальных телесериалов Showtime во времена мультиплатформенного контента. За своё перевоплощение Честейн удостоилась премии Гильдии киноактёров США, в очередной раз выдвигалась на «Золотой глобус», а также получила свою первую номинацию на телевизионную премию «Эмми» за лучшую женскую роль в мини-сериале или фильме; кроме этого сериал также получил ещё три номинации на данную премию.

## Фильмография

### Фильмы
| Год  | Название             | Режиссёр       | Мировые сборы | Примечания                                                     |
| ---- | -------------------- | -------------- | ------------- | -------------------------------------------------------------- |
| 2020 | Агент Ева            | Тейт Тейлор    | $3,3 млн      |                                                                |
| 2021 | Глаза Тэмми Фэй      | Майкл Шоуолтер | $2,7 млн      | Премия «Оскар» за лучшую женскую роль и лучший грим и причёски |
| 2022 | Код 355              | Саймон Кинберг | $27,8 млн     |                                                                |
| 2024 | Материнский инстинкт | Бенуа Дельомм  | $3,4 млн      |                                                                |

### Телевизионные проекты
| Год  | Название       | Телесеть | Примечания                                     |
| ---- | -------------- | -------- | ---------------------------------------------- |
| 2022 | Джордж и Тэмми | Showtime | Мини-сериал; четыре номинации на премию «Эмми» |

### Предстоящие проекты
- «Разделение»[37][a]
- «Савант»[38]

## Комментарии
1. ↑  Предстоящий фильм является адаптацией компьютерной игры Tom Clancy’s The Division.